# راتشيد (مسلسل)
راتشد هو مسلسل إثارة نفسية أمريكي مسلسل تلفزيوني عن الشخصية التي تحمل الاسم نفسه من رواية كين كيسي التي صدرت عام 1962 ، One Flew Over the Cuckoo's Nest . المسلسل من ابتكار إيفان رومانسكي وطوره رايان مورفي . وهو من بطولة سارة بولسون ويعد بمثابة مقدمة للرواية. تم عرض الموسم الأول لأول مرة على نتفليكس في 18 سبتمبر 2020.  

## الممثلين والشخصيات

### الشخصيات الأساسية
- سارة بولسون في دور الممرضة ميلدريد راتشد ، وهي ممرضة وظفها الدكتور هانوفر للعمل في مستشفى لوسيا ستيت، لكن دافعها الأساسي للعمل هناك هو إخراج شقيقها بالتبني إدموند من المستشفى بعد دخوله هناك لقتله العديد من القساوسة.
- فين ويتروك في دور إدموند تولسون، الأخ القاتل وغير المستقر عقليًا لراتشد، وهو نزيل في مستشفى ولاية لوسيا.
- سينثيا نيكسون في دور جويندولين بريجز، السكرتيرة الصحفية للحاكم ويلبورن ومديرة الحملة.
- جون جون بريونيس بدور الدكتور ريتشارد هانوفر / الدكتور مانويل باناجا (الموسم 1) ، مدير مستشفى لوسيا الحكومي الذي عين راتشد.
- تشارلي كارفر في دور هاك فينيجان، عامل منظم في مستشفى لوسيا الحكومي (الموسم الأول) ، تشوه وجهه بشدة جراء انفجار قذيفة هاون ألمانية في الحرب العالمية الثانية . تمت ترقيته لاحقًا إلى ممرض رئيسي بعد أن تولت بيتسي إدارة المستشفى من الدكتور هانوفر.
- جودي ديفيس في دور الممرضة بيتسي باكيت، رئيسة الممرضات في مستشفى ولاية لوسيا ومنافسة راتشد. في وقت لاحق، استلمت المستشفى من الدكتور هانوفر بعد أن هرب من الشرطة لجرائمه الماضية.
- شارون ستون في دور لينور أوسجود (الموسم 1) ، وريثة ثرية تستأجر قاتلًا لقتل الدكتور هانوفر لتشويهه ابنها بعد أن استأجرته لعلاج مرض ابنها العقلي.

### الشخصيات الثانوية
- كوري ستول بدور تشارلز وينرايت (الموسم 1) ، قاتل مأجور استأجرته لينور أوسجود لقتل الدكتور هانوفر.
- فنسنت دونوفريو بدور الحاكم جورج ويلبورن ، حاكم كاليفورنيا
- أليس إنجليرت في دور الممرضة دوللي (الموسم الأول) ، ممرضة متدربة في ولاية لوسيا.
- أماندا بلامر بدور لويز، مالكة الموتيل الذي تقيم فيه ميلدريد ووينرايت وصديقه قديمة للمرضة باكيت.
- جيرمين ويليامز في دور هارولد (الموسم 1)، حارس أمن في مستشفى ولاية لوسيا.
- آني ستارك بدور ليلي كارترايت (الموسم 1) ، مريضة في مستشفى ولاية لوسيا.
- براندون فلين بدور هنري أوسجود ، ابن لينور القاتل الذهاني الذي تحول إلى مبتور الأطراف والذي شوهه الدكتور هانوفر عندما كان مريضًا.
- مايكل بنجامين واشنطن في دور تريفور بريجز (الموسم 1) ، زوج جويندولين.
- صوفي أوكونيدو بدور شارلوت ويلز ، مريضة في ولاية لوسيا تعاني من اضطراب الهوية الانفصامي .

### الممثلون الضيوف
- هانتر باريش بدور الأب أندروز
- روبرت كيرتس براون في دور المونسنيور سوليفان
- ديفيد ويلز في دور الأب مورفي
- إميلي ميست في دور الممرضة أميليا إيمرسون
- دانيال دي توماسو في دور داريو سالفاتور
- هارييت سانسوم هاريس بدور إنجريد بليكس
- ليز فيمي بدور ليونا
- جوزيف مارسيل في دور لين برونلي
- بن كراولي في دور ريجي هامبسون
- روزانا أركيت بدور آنا
- كيري كنوب بدور دوريس مايفير
- بنيامين ريجبي في دور كيس هيتشن

## روابط خارجية
- راتشيد على موقع IMDb (الإنجليزية)
- راتشيد على موقع ميتاكريتيك (الإنجليزية)
- راتشيد على موقع روتن توميتوز (الإنجليزية)
- راتشيد على موقع نتفليكس (الإنجليزية)
- راتشيد على موقع كينوبويسك (الروسية)
- راتشيد على موقع ألو سيني (الفرنسية)
- راتشيد على موقع قاعدة بيانات الفيلم (الإنجليزية)